# NY Водолея
NY Водолея (лат. NY Aquarii), ранее используемое VY Козерога (лат. VY Capricorni) не рекомендуется — одиночная переменная звезда в созвездии Водолея на расстоянии (вычисленном из значения параллакса) приблизительно 12 662 световых лет (около 3882 парсеков) от Солнца. Видимая звёздная величина звезды — от +13,8m до +13m.

## Характеристики
NY Водолея — жёлто-белая пульсирующая переменная звезда типа RR Лиры (RRAB) спектрального класса F. Эффективная температура — около 6508 К.